# فنداکتی
فنداکتی (به انگلیسی: Findochty) یک روستا در بریتانیا است که در Moray واقع شده‌است. فنداکتی ۱٬۱۰۶ نفر جمعیت دارد.